# بطولة العالم للدراجات على المضمار 1956
بطولة العالم للدراجات على المضمار 1956 هي الدورة ال53 من بطولة العالم للدراجات على المضمار، أجريت في كوبنهاغن، الدنمارك.

## النتائج النهائية
| المسابقة                              | ذهبية                     | فضية                 | برونزية                    |
| ------------------------------------- | ------------------------- | -------------------- | -------------------------- |
| السرعة الفردية                        | أنطونيو ماسبيس (ITA)      | ريج هاريس (GBR)      | أوسكار بلاتنر (SUI)        |
| سباق المطاردة الفردية                 | غيدو ميسينا (إيطاليا)     | جاك أنكيتيل (فرنسا)  | كاي فيرنر نيلسن (الدنمارك) |
| سباق مطاردة الدراجة النارية للمحترفين | غراهام فرانش (دراج) (AUS) | غييرمو تيمونير (ESP) | والتر بوشر (دراج) (SUI)    |